# 保爾松山
保爾松山（英語：Mount Palsson），是南極洲的山峰，位於葛拉漢地東部的弗因海岸，它處於弗林特冰川和德莫雷斯特冰川的旋風灣北端，海拔高度1,190米，現時由南極條約體系管理。